# Ellguth Proskau
Ellguth Proskau (polnisch Ligota Prószkowska, 1936–1945 Frei Proskau) ist ein Dorf in Stadt- und Landgemeinde Proskau an der Proskau, einem Nebenfluss der Oder im Powiat Opolski der Woiwodschaft Opole in Polen.
Ortsteile sind die am Waldrand gelegene Kolonie Ellguth Proskau (Smolnik) sowie die Kolonie Hellersfleiß (Dzików).

## Geographie
Das Angerdorf Ellguth Proskau liegt vier Kilometer südwestlich von Proskau und 17 Kilometer südwestlich von Opole (Oppeln) in der Nizina Śląska (Schlesischen Tiefebene). Westlich des Dorfes liegen weitläufige Waldgebiete, die zum Forst Tillowitz gehören. Die Woiwodschaftsstraßen Droga wojewódzka 413 und Droga wojewódzka 414 verlaufen durch das Dorf. 
Nachbarorte von Ellguth Proskau sind im Norden Jaschkowitz (Jaśkowice) und im Nordosten Przyschetz (Przysiecz).

## Geschichte

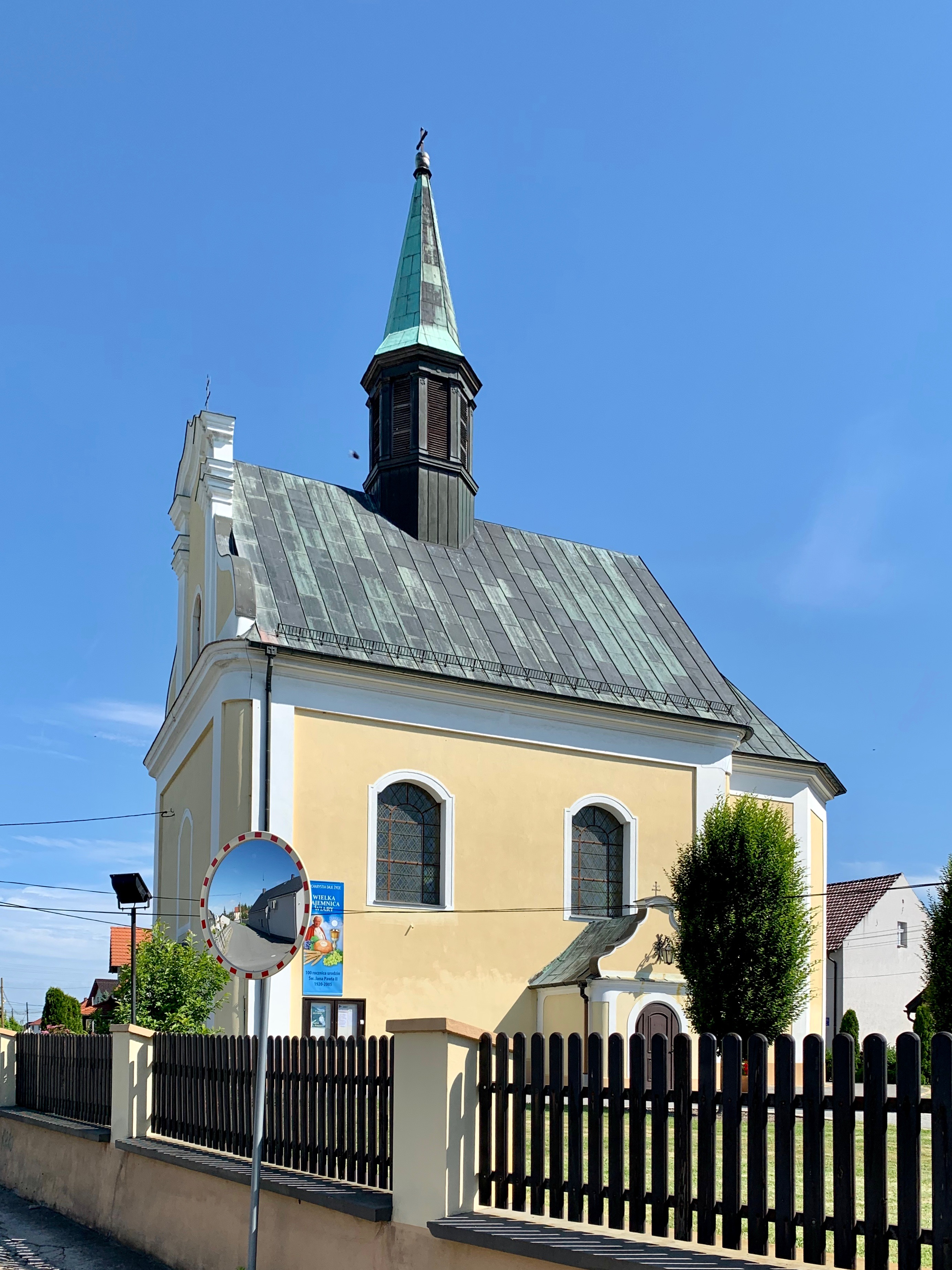
Kirche St. Nikolaus

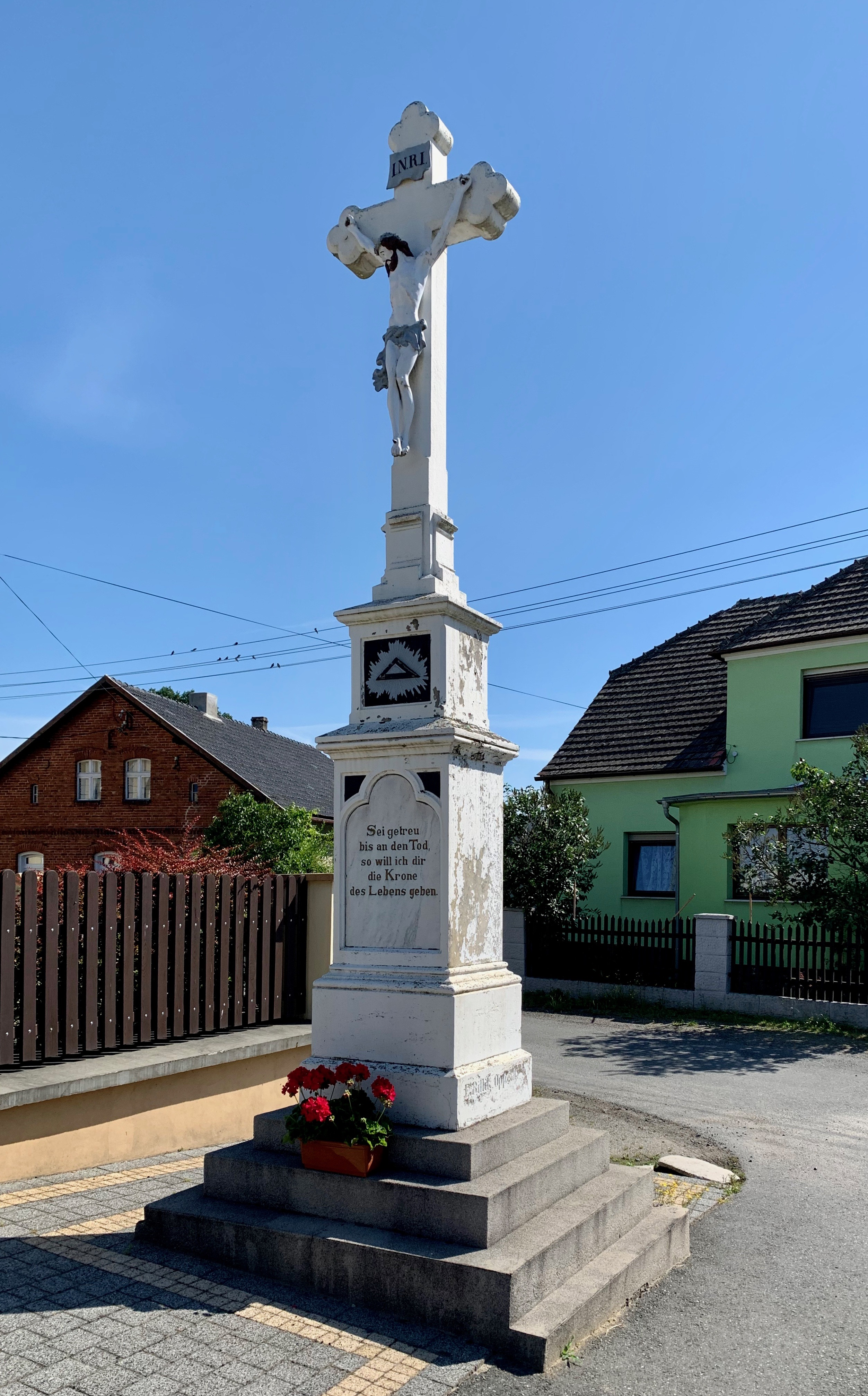
Steinernes Wegekreuz

Über die Entstehung von Ellguth Proskau ist nur wenig bekannt. Der Ortsname taucht auch nie primär im Schriftverkehr des Proskauer Hofes auf. Vermutlich war Ellguth Proskau durch seine Nähe zum Proskauer Hof ein fürstliches Gut. Der Ortsname „Ellguth“ stammt aus dem Alttschechischen und wurde von lhůta Gnadenfrist abgeleitet. Dabei handelte es sich um Ortsgründungen des slawischen Landesausbaus im 12.–14. Jahrhundert. In deutschen Siedlungsgebieten wurde der Name in „Welhotten“, „Ölhütten“, „Ellgoth“ oder ähnlich eingedeutscht.
Nach dem Ersten Schlesischen Krieg 1742 fiel Ellguth Proskau mit dem größten Teil Schlesiens an Preußen. Nach der Neuorganisation der Provinz Schlesien gehörte die Landgemeinde Ellguth Proskau ab 1816 zum Landkreis Oppeln, mit dem es bis 1945 verbunden blieb. 1845 bestanden im Dorf eine katholische Kirche, eine 1796 errichtete katholische Schule und weitere 83 Häuser. Im gleichen Jahr lebten in Ellguth Proskau 530 Einwohner, davon fünf evangelisch. Um 1864 zählte das Dorf 30 Halbbauern, fünf Gärtner, 14 Häusler, zwölf Angerhäusler und mehrere Gewerbetreibende: zwei Kretschmer, ein Schmied, ein Wassermüller, ein Steinguthändler und zwei Rechenhändler. Der Viehbestand betrug 31 Pferde, acht Ochsen, 150 Kühe, 38 Stück Jungvieh, sechs Schweine und 18 Ziegen. Die Anzahl der Pferde lässt darauf schließen, dass sie nicht nur in der Landwirtschaft genutzt wurden – „Da auf den Wiesen saures Gras wuchs, war der Viehstand der Ortschaft nicht sonderlich groß.“ Felix Triest beziffert den Wildbestand im Ellguther Forstrevier auf 30 Stück Rotwild, acht Stück Schwarzwild und 57 Rehe. Weiter vermerkt er, dass die Servitutrechte von Ellguther Theroffen 1863 durch Land abgefunden worden waren. 1874 wurde der Amtsbezirk Jaschkowitz gegründet, dem Ellguth Proskau eingegliedert wurde. Am 11. Dezember 1875 wählten die Dorfbewohner sechs Kirchenvorsteher und 18 Gemeindevertreter. Kirchenvorsteher waren: Franz Hudalla, Josef Langosch und Anton Wotzka. Gemeindevertreter waren u. a. Franz Müller aus Ellguth Proskau und Josef Miklis. Die Wahlergebnisse wurden durch den Wahlvorstand Kilisch am 24. Dezember 1875 bekanntgegeben, damit die neu gewählten Gemeindevertreter im darauffolgenden Jahr ihren Dienst für die Gemeinde aufnehmen konnten. Das Kirchenvermögen soll 290 Taler betragen haben. Eingepfarrt waren Przyschetz und Jaschkowitz.
In der Volksabstimmung in Oberschlesien von 1920 stimmten 560 Dorfbewohner für einen Verbleib beim Deutschen Reich und 76 für Polen; vier Stimmen wurden für ungültig erklärt. Im Zweiten und Dritten Schlesischen Aufstand kam es zu keinen größeren Kämpfen, jedoch wurde am Dorfrand von deutscher Seite ein verstecktes Waffenlager angelegt. 1933 hatte der Ort 1051 Einwohner. Zum 10. August 1936 wurde der Ortsname in Frei Proskau geändert. 1939 lebten 1104 Menschen in Frei Proskau.
Als Folge des Zweiten Weltkriegs fiel Frei Proskau mit dem größten Teil Schlesiens 1945 an Polen und wurde in Ligota Prószkowska umbenannt. Die deutsche Bevölkerung wurde, soweit sie nicht vorher geflohen war, vertrieben. Die neu angesiedelten Bewohner waren teilweise Zwangsumgesiedelte aus Ostpolen, das an die Sowjetunion gefallen war.
Von 1945 bis 1950 gehörte Ligota Prószkowska zur Woiwodschaft Schlesien, anschließend zur Woiwodschaft Opole und von 1975 bis 1998 wiederum zur Woiwodschaft Opole. Seit 1999 gehört es zum Powiat Opolski.

## Ortsteile
Hellersfleiß (Dzików) wurde 1794 gegründet und nach dem Forstmeister Heller benannt, der die Entwässerung des Proskau-Schelitzer Forstes und die Anlage der Straße von Proskau nach Schelitz veranlasst hatte. Der Ortsteil bestand um 1860 aus vier Forsthäuslerstellen und einer preusisch-königlichen Försterei, die ein Areal von zwei Morgen Hofraum, drei Morgen Gärten, sieben Morgen Acker und ¾ Morgen Wege (zusammen 12 ¾ Morgen) umfasste. Die steuerliche Belastung betrug ein Taler Grund-, ein Taler 20 Groschen Haus- und 19 Taler Klassensteuer.
Ellguth Proskau (Smolnik) besteht seit 1672 und war ursprünglich nur ein Theroffen . Um 1860 zählte der Ort neun Häusler, vier Angerhäusler, einen Schmied und einen Theerschweler mit einem Areal von 112 Morgen. Die steuerliche Belastung betrug sechs Taler Grund-, acht Taler Haus-, 44 Taler Klassen- und vier Taler Gewerbesteuer.

## Sehenswürdigkeiten

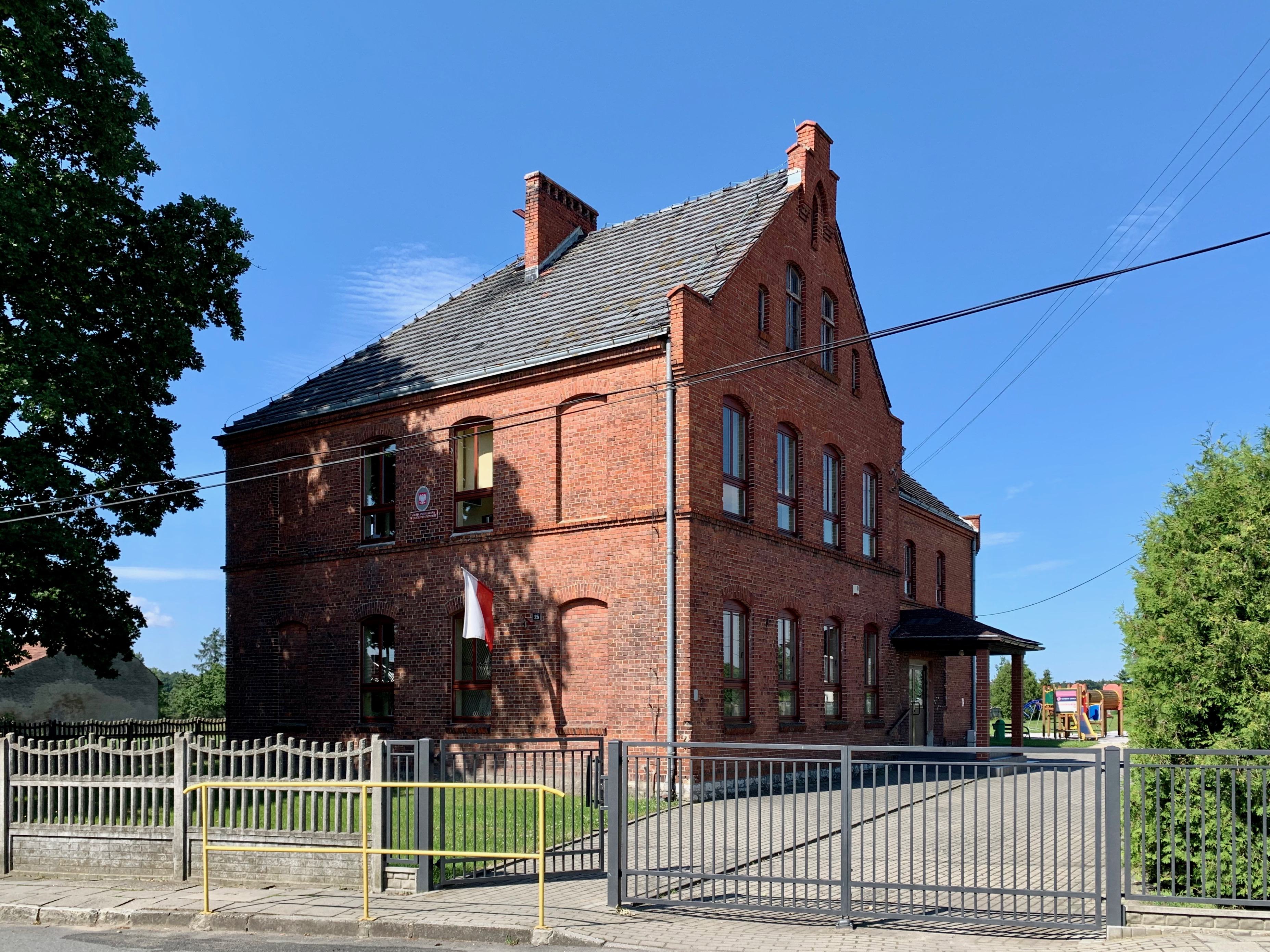
Altes Schulgebäude

- Die römisch-katholische Nikolauskirche (Kościół św. Mikołaja) wurde in der ersten Hälfte des 18. Jahrhunderts im barocken Stil an der Stelle einer Kapelle erbaut. Die Kirche mit kleinem pyramidalen Mittelturm, der zugleich als Glockenturm dient, steht unter Denkmalschutz.[5][6]
- Altes Schulgebäude aus Backstein
- Steinernes Wegekreuz

## Vereine
- Deutscher Freundschaftskreis
- Freiwillige Feuerwehr OSP Ligota Prószkowska